# Nicefor od Jezusa i Marii Díez Tejerina
Nicefor od Jezusa i Marii Díez Tejerina, właśc. Wincenty Díez Tejerina, hiszp. Nicéforo de Jesús y María, Vicente Díez Tejerina (ur. 17 lutego 1893 w Herreruela w Palencii, zm. 22 lipca 1936 w Manzanares) – hiszpański pasjonista (CP), męczennik chrześcijański i błogosławiony Kościoła rzymskokatolickiego.
Po wstąpieniu do zgromadzenia pasjonistów udał się do Meksyku, stamtąd do Chicago, gdzie w 1916 roku otrzymał święcenia kapłańskie. Po powrocie do Meksyku udał się na Kubę. W 1935 roku obrano go przełożonym w hiszpańskiej prowincji Ciudad Real. Były to czasy propagandy antyreligijnej i antyklerykalnej, krótko przed wybuchem wojny domowej. W lipcu 1936 roku udał się do Daimiel, gdzie przebywało 30 młodych zakonników, głównie studentów filozofii. W nocy z 21 na 22 lipca tegoż roku naszedł ich oddział komunistów. Nicefor został zastrzelony z pięcioma klerykami.
Wszystkich dwudziestu sześciu męczenników beatyfikował papież Jan Paweł II 1 października 1989 roku.